# شیچانگ
شیچانگ (به لاتین: Xichang) یک county-level city در جمهوری خلق چین است که در لیانگشان یای واقع شده‌است.

## خصوصیات
شیچانگ ۲٬۶۵۱ کیلومترمربع مساحت و ۴۸۱٬۷۹۶ نفر جمعیت دارد و ۱٬۵۴۲ متر بالاتر از سطح دریا واقع شده‌است.